# Coccus aequale
Coccus aequale är en insektsart som först beskrevs av Robert Newstead 1917.  Coccus aequale ingår i släktet Coccus och familjen skålsköldlöss.
Artens utbredningsområde är Guyana. Inga underarter finns listade i Catalogue of Life.